# آندره‌آ برتولاچی
آندره‌آ برتولاچی (ایتالیایی: Andrea Bertolacci؛ زادهٔ ۱۱ ژانویهٔ ۱۹۹۱) بازیکن فوتبال اهل ایتالیا است که برای باشگاه قیصریه‌اسپور بازی می‌کند.

## باشگاهی
از باشگاه‌هایی که در آن بازی کرده‌است می‌توان به جنوا،  رم و لچه اشاره کرد.

## تیم ملی
وی همچنین در تیم ملی فوتبال ایتالیا بازی کرده‌است.